# Тирол
Тирол је историјска регија у средњој Европи, која се простире на западу Аустрије и северу Италије. У средњем веку, Тирол је била грофовија, а 1369. је дошао под власт династије Хабзбург. Тако је Тирол био део Аустријског царства и Аустроугарске све до завршетка Првог светског рата када је мировним споразумом у Сен Жермену подељен између две државе:
1. Северни Тирол и Источни Тирол (данашња аустријска покрајина Тирол)
2. Јужни Тирол и Трентино (данашња Аутономна регија Трентино-Јужни Тирол у Италији)

У региону се традиционално говоре 3 језика: немачки (северни, источни и јужни Тирол), италијански (Трентино) и ладин (јужни Тирол). 

## Географија
Географски, Тирол је испресецан планинским венцем Алпа. Највиши врхови Тирола су Ортлер (3905  метара надморске висине) и Кенигшпице у јужном Тиролу, Гросглокнер (3798  метара) у источном Тиролу, Вилдшпице у северном Тиролу. 
Главне реке у северном и источном Тиролу су Ин, Драва и Лех, које се све уливају у Дунав. У јужном Тиролу, значајна је река Адиђа. 
Највећи градови регије су Инзбрук и Болцано. 
Тирол се на северу граничи са немачком државом Баварском, на западу са аустријском покрајином Форарлберг и швајцарским кантоном Граубинден, на југу са италијанским провинцијама Ломбардија и Венето. На истоку су аустријске покрајине Салцбург и Корушка.

## Привреда
Туризам је веома значајна привредна активност. Аустријски део Тирола остварује у сезони укупно више ноћења (43 милиона) него Грчка. Неки од чувених зимовалишта у Тиролу су Кицбил, Ишл, и Сент Антон. 
Европска регија Тирол се простире на 26.254 km² и у њој живи 1.755.186 становника. Бруто економски производ регије је 49,027 милијарди евра.